# Dresden Challenger
Il Dresden Challenger è stato un torneo professionistico di tennis giocato su campi in terra rossa. Faceva parte dell'ATP Challenger Series. Si giocava annualmente a Dresda in Germania.

## Albo d'oro

### Singolare
| Anno | Campione           | Finalista         | Punteggio     |
| ---- | ------------------ | ----------------- | ------------- |
| 1998 | Dirk Dier          | Markus Hantschk   | 0–6, 6–1, 6–4 |
| 1997 | Dick Norman        | Julián Alonso     | 6–4, 6–4      |
| 1996 | Patrik Fredriksson | Galo Blanco       | 6–4, 6–4      |
| 1995 | Kris Goossens      | Magnus Gustafsson | 6–4, 5–7, 7–5 |
| 1994 | Marcelo Ríos       | Oliver Gross      | 5–7, 6–3, 6–3 |
| 1993 | David Rikl         | Karsten Braasch   | 6–2, 6–4      |

### Doppio
| Anno | Campioni                               | Finalisti                        | Punteggio     |
| ---- | -------------------------------------- | -------------------------------- | ------------- |
| 1998 | Pablo Albano Sander Groen              | James Holmes Andrew Painter      | 6–4, 6–3      |
| 1997 | Mark Merklein Jeff Salzenstein         | Cecil Mamiit Jimy Szymanski      | 7–6, 6–1      |
| 1996 | Ola Kristiansson Marten Renström       | Ģirts Dzelde Tomas Nydahl        | 3–6, 6–2, 7–5 |
| 1995 | Matt Lucena Nuno Marques               | Mike Bauer Jon Ireland           | 6–1, 6–4      |
| 1994 | Royce Deppe Jack Waite                 | Trevor Kronemann Marcos Ondruska | 6–4, 1–6, 6–3 |
| 1993 | Hendrik Jan Davids Evgenij Kafel'nikov | Michiel Schapers Daniel Vacek    | 6–3, 6–3      |